# Poświerz
Poświerz (ukr. Посвірж) – wieś na Ukrainie w rejonie rohatyńskim obwodu iwanofrankiwskiego. 
W II Rzeczypospolitej wieś w powiecie rohatyńskim województwa stanisławowskiego. W 1944 nacjonaliści ukraińscy z OUN-UPA zamordowali tutaj 14 Polaków.